# 1961 au Manitoba
Chronologie du Manitoba
- 1957
- 1958
- 1959
- 1960
- 1961
- 1962
- 1963
- 1964
- 1965

Cette page concerne des événements survenus en 1961 dans la province canadienne du Manitoba.

## Politique
- Premier ministre : Dufferin Roblin
- Chef de l'Opposition :
- Lieutenant-gouverneur : Errick F. Willis
- Législature :

## Naissances
- 4 février : Steve Gary Patrick (né à Winnipeg), joueur professionnel de hockey sur glace canadien[1].

- 19 novembre : Grant Stuart Ledyard (né à Winnipeg), joueur professionnel de hockey sur glace ayant évolué à la position de défenseur.